# Lijst van Nederlandse staatssecretarissen van Economische Zaken
Dit is een lijst van Nederlandse staatssecretarissen van Economische Zaken.
| Kabinet                                                                   | Periode     | Staatssecretaris         | Bijzonderheden                                                                                          |
| ------------------------------------------------------------------------- | ----------- | ------------------------ | --- |
| Vanaf 1948 staatssecretaris van Economische Zaken.                        |             |                          | |
| kabinet-Drees-Van Schaik                                                  | 1948-1951   | Wim van der Grinten      | |
| kabinet-Drees I                                                           | 1951-1952   | -                        | |
| kabinet-Drees II                                                          | 1952-1956   | Gerard Veldkamp          | |
| kabinet-Drees III                                                         | 1956-1958   | Gerard Veldkamp          | |
| kabinet-Beel II                                                           | 1958-1959   | Gerard Veldkamp          | |
| kabinet-De Quay                                                           | 1959-1963   | Gerard Veldkamp          | Afgetreden                                                                                              |
| kabinet-De Quay                                                           | 1959-1963   | Frans Gijzels            | |
| kabinet-Marijnen                                                          | 1963-1965   | Joop Bakker              | |
| kabinet-Cals                                                              | 1965-1966   | Joop Bakker              | |
| kabinet-Zijlstra                                                          | 1966-1967   | Louis van Son            | |
| kabinet-De Jong                                                           | 1967-1971   | Louis van Son            | |
| kabinet-Biesheuvel I                                                      | 1971-1972   | Johannes Oostenbrink     | |
| kabinet-Biesheuvel II                                                     | 1972-1973   | Johannes Oostenbrink     | |
| kabinet-Den Uyl                                                           | 1973-1977   | Ted Hazekamp             | |
| kabinet-Van Agt I                                                         | 1977-1981   | Ted Hazekamp             | Midden- en kleinbedrijf                                                                                 |
| kabinet-Van Agt I                                                         | 1977-1981   | Karel Herman Beyen       | Buitenlandse handel en exportbevordering                                                                |
| kabinet-Van Agt II                                                        | 1981-1982   | Piet van Zeil            | Midden- en kleinbedrijf, binnenlandse handel, toerisme, consumentenzaken en regionaal economisch beleid |
| kabinet-Van Agt II                                                        | 1981-1982   | Wim Dik                  | Buitenlandse handel en exportbevordering                                                                |
| kabinet-Van Agt III                                                       | 1982        | Piet van Zeil            | Midden- en kleinbedrijf, binnenlandse handel, toerisme, consumentenzaken en regionaal economisch beleid |
| kabinet-Van Agt III                                                       | 1982        | Wim Dik                  | Buitenlandse handel en exportbevordering                                                                |
| kabinet-Lubbers I                                                         | 1982-1986   | Piet van Zeil            | Midden- en kleinbedrijf, binnenlandse handel, toerisme, consumentenzaken en regionaal economisch beleid |
| kabinet-Lubbers I                                                         | 1982-1986   | Frits Bolkestein         | Buitenlandse Handel; mocht in het buitenland de titel minister voor Buitenlandse Handel voeren          |
| kabinet-Lubbers II                                                        | 1986-1989   | Albert-Jan Evenhuis      | Midden- en kleinbedrijf, binnenlandse handel, consumentenbeleid en toerisme (afgetreden)                |
| kabinet-Lubbers II                                                        | 1986-1989   | Enneüs Heerma            | Buitenlandse handel (afgetreden)                                                                        |
| kabinet-Lubbers II                                                        | 1986-1989   | Yvonne van Rooy          | Buitenlandse handel, internationale economische betrekkingen en exportbevordering                       |
| kabinet-Lubbers III                                                       | 1989-1994   | Piet Bukman              | Afgetreden                                                                                              |
| kabinet-Lubbers III                                                       | 1989-1994   | Yvonne van Rooy          | |
| kabinet-Kok I                                                             | 1994-1998   | Anneke van Dok-van Weele | |
| kabinet-Kok II                                                            | 1998-2002   | Gerrit Ybema             | |
| kabinet-Balkenende I                                                      | 2002-2003   | Joop Wijn                | |
| kabinet-Balkenende II                                                     | 2003-2006   | Karien van Gennip        | |
| kabinet-Balkenende III                                                    | 2006-2007   | Karien van Gennip        | |
| kabinet-Balkenende IV                                                     | 2007-2010   | Frank Heemskerk          | Buitenlandse handel (afgetreden)                                                                        |
| Kabinet                                                                   | Periode     | Staatssecretaris         | Bijzonderheden                                                                                          |
| Vanaf 2010 staatssecretaris van Economische Zaken, Landbouw en Innovatie. |             |                          | |
| kabinet-Rutte I                                                           | 2010-2012   | Henk Bleker              | Landbouw en natuur                                                                                      |
| Kabinet                                                                   | Periode     | Staatssecretaris         | Bijzonderheden                                                                                          |
| Vanaf 2012 staatssecretaris van Economische Zaken.                        |             |                          | |
| kabinet-Rutte II                                                          | 2012-2017   | Co Verdaas               | 5 november 2012 – 6 december 2012                                                                       |
| kabinet-Rutte II                                                          | 2012-2017   | Sharon Dijksma           | 18 december 2012 – 3 november 2015                                                                      |
| kabinet-Rutte II                                                          | 2012-2017   | Martijn van Dam          | 3 november 2015 – 31 augustus 2017                                                                      |
| Kabinet                                                                   | Periode     | Staatssecretaris         | Bijzonderheden                                                                                          |
| vanaf 2017 staatssecretaris van Economische Zaken en Klimaat.             |             |                          | |
| kabinet-Rutte III                                                         | 2017 – 2022 | Mona Keijzer             | 26 oktober 2017 - 25 september 2021 (ontslagen); Mededinging, MKB, digitalisering, telecom en post      |
| kabinet-Rutte III                                                         | 2017 – 2022 | Dilan Yeşilgöz-Zegerius  | 25 mei 2021 - 10 januari 2022; Klimaat en energie                                                       |
| kabinet-Rutte IV                                                          | 2022 – 2024 | Hans Vijlbrief           | Mijnbouw en Mededinging                                                                                 |
| Kabinet                                                                   | Periode     | Staatssecretaris         | Bijzonderheden                                                                                          |
| vanaf 2024 staatssecretaris van Economische Zaken.                        |             |                          | |
| kabinet-Schoof                                                            | 2024-heden  | -                        | |